# Hall of Fame Tennis Championships 1996
L'Hall of Fame Tennis Championships 1996 è stato un torneo di tennis giocato sull'erba. 
È stata la 21ª edizione dell'Hall of Fame Tennis Championships che fa parte della categoria World Series nell'ambito dell'ATP Tour 1996.
Si è giocato a Newport dall'8 al 14 luglio 1996.

## Campioni

### Singolare
Nicolás Pereira ha battuto in finale  Grant Stafford con il punteggio di 4–6, 6–4, 6–4

### Doppio
Marius Barnard /  Piet Norval hanno battuto in finale  Paul Kilderry /  Michael Tebbutt con il punteggio di 6–7, 6–4, 6–4